# Rovná (okres Sokolov)
Obec Rovná (něm. Ebmeth) se nachází v okrese Sokolov, kraj Karlovarský. Žije zde 347 obyvatel. Český název dostala obec v roce 1947.
Rovná (Rovná u Sokolova) je také název katastrálního území o rozloze 6,17 km2.

## Geografie

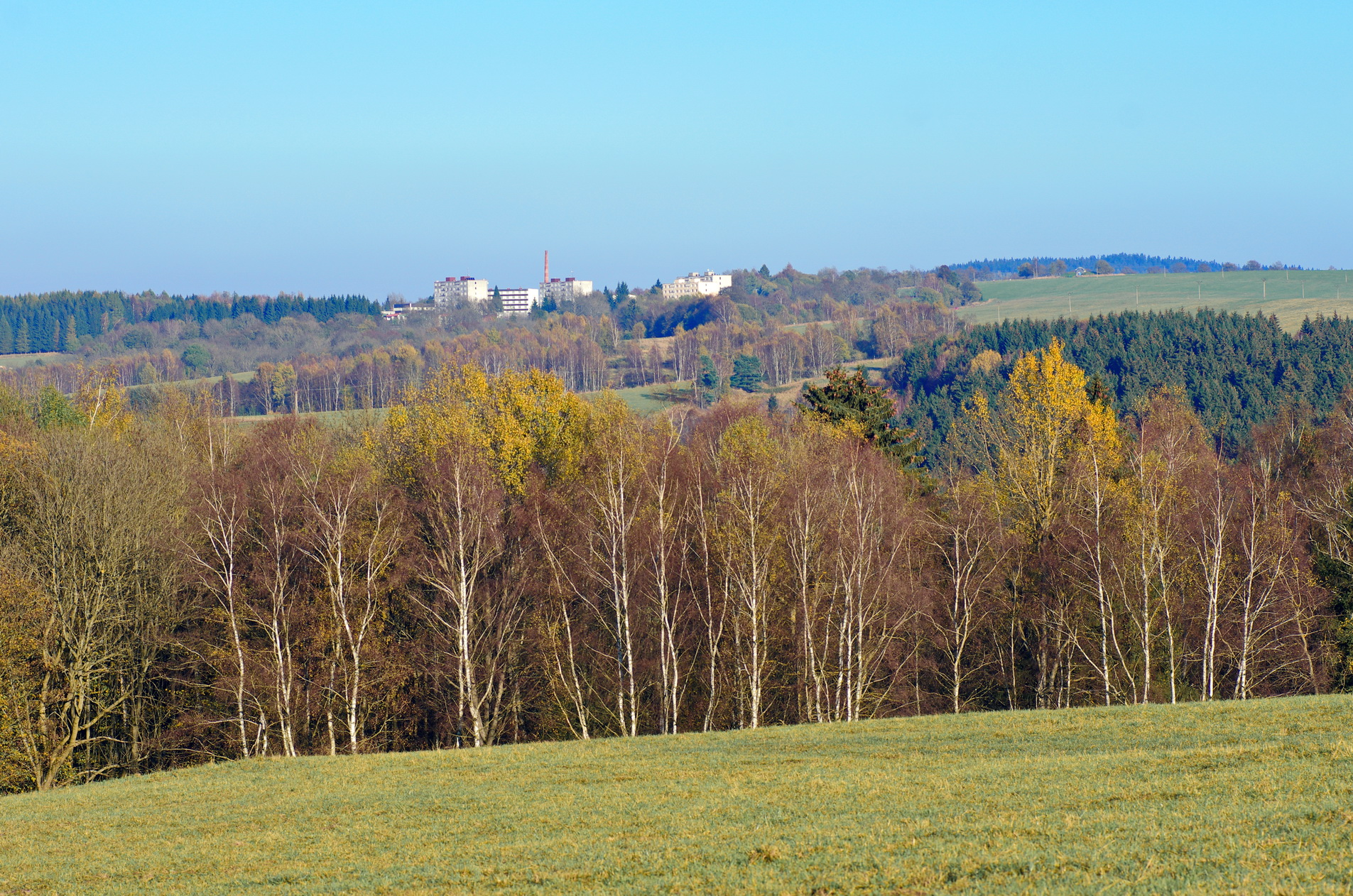
Pohled přes údolí Velké Libavy

Zástavba obce Rovná leží v nadmořské výšce 730 – 750 metrů na území Slavkovského lesa a zároveň i stejnojmenné chráněné krajinné oblasti. Slavkovský les je geomorfologický celek, jehož nadřazenou jednotkou je geomorfologická oblast Karlovarská vrchovina jako součást Krušnohorské subprovincie. Nejvyšším bodem na katastrálním území Rovné je vrchol Rozhledy (859 m n. m.), vzdálený od obce zhruba 3,5 km vzdušnou čarou směrem na východ. Druhým nejvyšším bodem na území obce je Ztracená (849 m n. m.) nedaleko národní přírodní rezervace Kladské rašeliny. Západně od obce protéká říčka Velká Libava, na níž se nedaleko zaniklé vsi Krásná Lípa a tamějšího památného židovského hřbitova nachází vodní nádrž Rovná.

## Historie

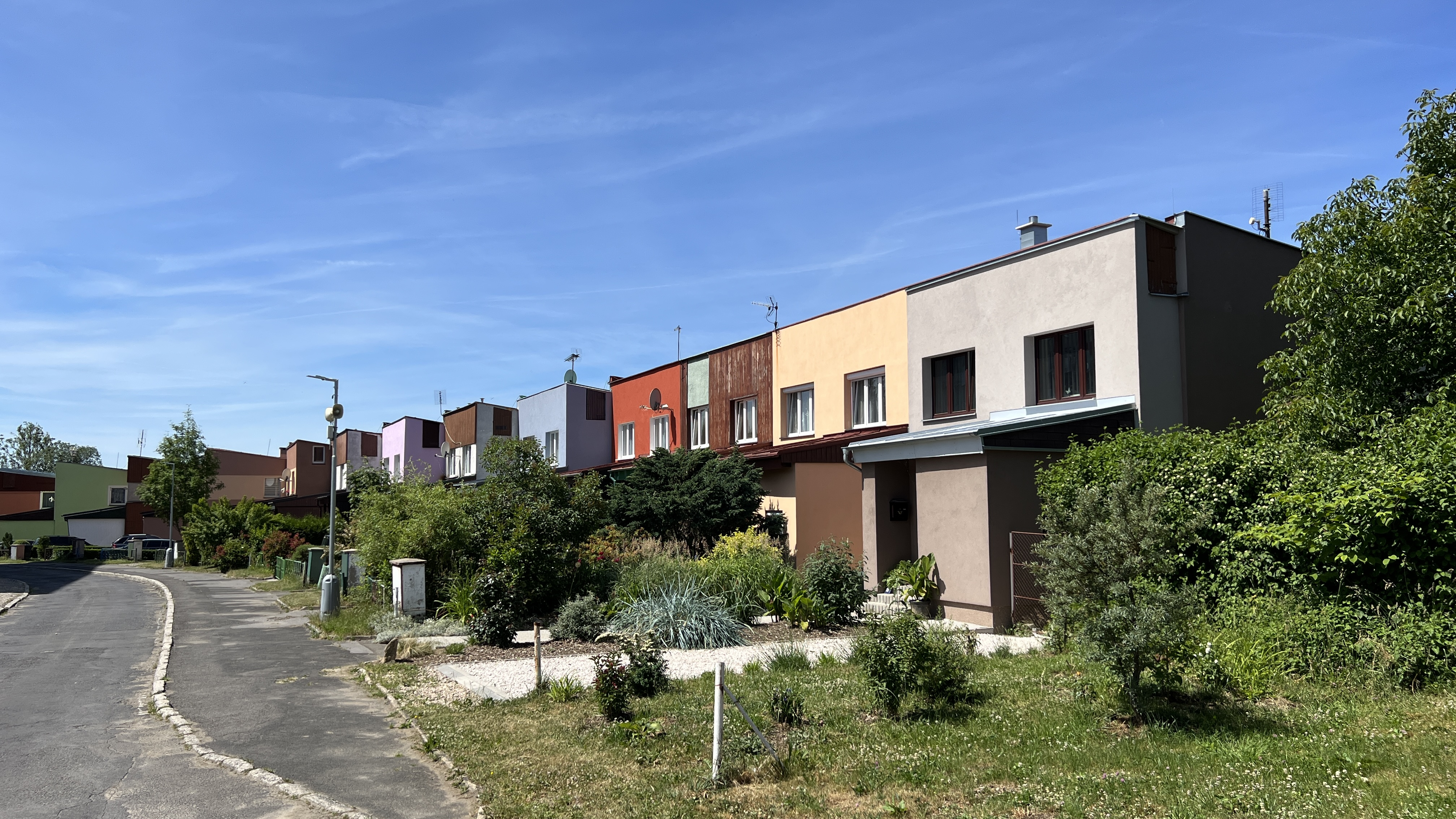
Domy v Rovné

Předpokládá se, že obec vznikla v období 12. – 13. století. V tomto období patřila celá zdejší oblast po dobu více než sto let Nothaftům. Historické záznamy však chybí.
Původní název Ebnode vyjadřoval polohu obce, tedy „na rovině“. Takové odvození názvu obce je však málo pravděpodobné a není ničím doložené. Původní obec se totiž nenacházela na rovině, ale ve strmém svahu, a tedy název nemá s polohou nic společného.
Ves se pod názvem Ebnode připomíná roku 1370 jako součást lén lantkrabat z Leuchtenberka. Roku 1434 se dostává do vlastnictví Šliků, kterým s kratšími přestávkami patřila do roku 1615, kdy ves získávají Štampachové, konkrétně Engelhard ze Štampachu.
Později, až do zániku feudální správy, náležela Nosticům. Ves tvořila v letech 1850 až 1873 součást obce Vranov, roku 1873 se stala samostatnou obcí. Centrum tehdejší zástavby se rozkládalo o něco západněji od současné obce, podél silnice na Kostelní Břízu. Tento stav trval až do konce druhé světové války, po níž bylo německé obyvatelstvo odsunuto a území obce, spolu s dalšími v okolí, včleněno do nově zřízeného vojenského výcvikového tábora Prameny v prostoru Slavkovského lesa. Ves, nesoucí od roku 1947 český název Rovná, stačila být během krátkého působení armády počátkem 50. let do základů zničena.

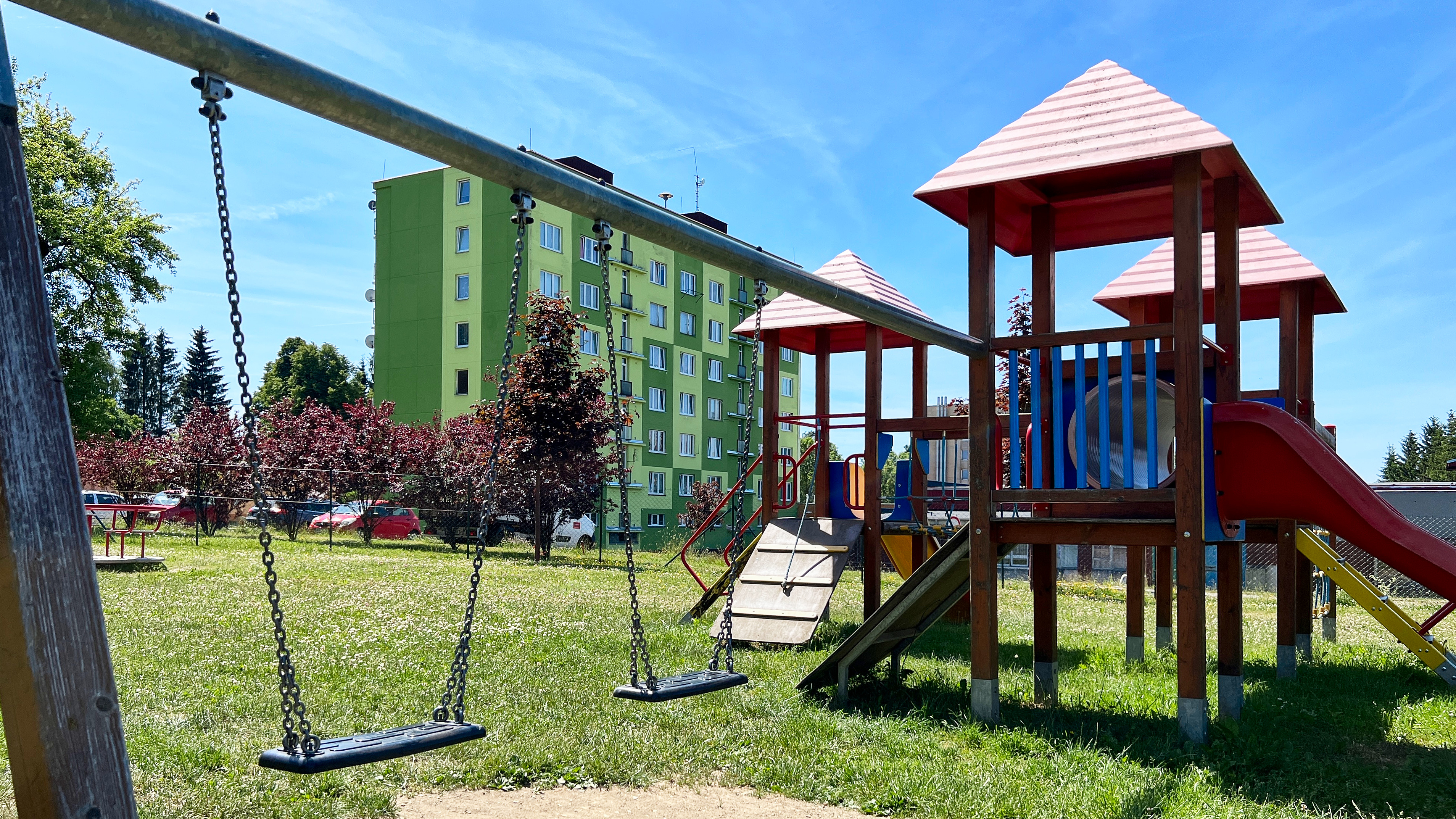
Dětské hřiště v Rovné

Po zrušení vojenského prostoru roku 1954 byl katastr Rovné připojen ke Kostelní Bříze a teprve v 60. letech rozhodnuto o vybudování nového sídla v těchto místech. Vedení státu přišlo s nápadem, vybudovat zde „socialistickou vesnici“ podle vzoru tehdejšího Sovětského svazu. Nová obec z panelových domů vznikla na náhorní plošině nad místem zaniklé obce. Obec Rovná tak byla obnovena roku 1969. Do nové obce se však obyvatelé nehrnuli a z důvodu přilákání mládeže zde vzniklo v 80. letech 20. století studijní středisko FF UK pro zahraniční studenty. Nezájem lidí o zdejší drsné podnebí způsobil pokles počtu obyvatel. Pokles se zastavil až po revoluci v roce 1989, kdy stát do volných bytů přestěhoval Volyňské Čechy z bývalého Sovětského svazu. V obci je základní a mateřská škola, pošta a obchod.

## Obyvatelstvo
Při sčítání lidu v roce 1921 zde žilo 365 obyvatel, z nichž nebyl žádný Čechoslovák, žilo zde jen 365 Němců. Všichni se hlásili k římskokatolické církvi.
| Rok            | 1869 | 1880 | 1890 | 1900 | 1910 | 1921 | 1930 | 1950 | 1961 | 1970 | 1980 | 1991 | 2001 | 2011 |
| -------------- | ---- | ---- | ---- | ---- | ---- | ---- | ---- | ---- | ---- | ---- | ---- | ---- | ---- | ---- |
| Počet obyvatel | 596  | 532  | 476  | 461  | 438  | 365  | 348  | –    | –    | 420  | 511  | 485  | 582  | 370  |
| Počet domů     | 90   | 94   | 95   | 91   | 82   | 81   | 74   | –    | –    | 10   | 32   | 35   | 35   | 34   |

| Rok            | 1869  | 1880  | 1890  | 1900  | 1910  | 1921  | 1930  | 1950 | 1961 | 1970 | 1980 | 1991 | 2001 | 2011 |
| -------------- | ----- | ----- | ----- | ----- | ----- | ----- | ----- | ---- | ---- | ---- | ---- | ---- | ---- | ---- |
| Počet obyvatel | 3 250 | 3 051 | 2 816 | 2 608 | 2 329 | 2 080 | 1 943 | 6    | 21   | 461  | 542  | 492  | 593  | 381  |
| Počet domů     | 469   | 480   | 469   | 445   | 430   | 423   | 417   | 1    | 9    | 19   | 39   | 46   | 44   | 41   |

## Části obce
- Rovná (k. ú. Rovná u Sokolova, Bystřina u Rovné a Krásná Lípa u Rovné)
- Podstrání (k. ú. Čistá u Rovné, Milíře u Rovné a Vranov u Rovné)

## Polní letiště Rovná
Jihovýchodně od obce se nachází polní letiště ULROVN o ploše 600 x 12 m (přibližně západ – východ) s živičným povrchem, kolaudované v roce 1983 jako pracovní letiště pro LCHČ Rovná, investorem byly Státní statky Sokolov, oborový podnik. Nyní je v majetku obce a slouží jako zpevněná nouzová přistávací plocha, obec má zájem letiště znovu uvést do provozu pro rekreační létání a pro potřeby integrovaného záchranného systému.